# M17
M17 (NGC 6618) е дифузна мъглявина, открита от Дьо Шезо през 1746 г., преоткрита от Шарл Месие през 1764 г. Намира се по посока на съзвездието Стрелец.
Населена е предимно от млади звезди от спектрален клас B, които йонизират изпълващия междузвездното пространство водород, като по този начин се образуват HII области. В инфрачервената област се наблюдават повече области пред гравитационен колапс, които ще се превърнат в протозвезди. В мъглявината се намира разсеян звезден куп от около 30 звезди, които са напълно скрити от мъглявината. Линейният диаметър на мъглявината е около 40 св.г., а разстоянието до нея – около 5000.
Мъглявината се намира лесно, отстои на два градуса от звездата γ Щит.